# Ostrówiec (województwo mazowieckie)
Ostrówiec – wieś sołecka w Polsce położona w województwie mazowieckim, w powiecie otwockim, w gminie Karczew. Leży na terenie mikroregionu etnograficznego Urzecze.
| SIMC    | Nazwa    | Rodzaj    |
| ------- | -------- | --------- |
| 0003582 | Rosłonki | część wsi |

Wieś szlachecka Ostrowiec położona była w drugiej połowie XVI wieku w powiecie czerskim ziemi czerskiej województwa mazowieckiego. W latach 1952–1957 miejscowość była siedzibą gminy Ostrowiec zamienionej w dzielnicę Ostrowiec, a w latach 1958–1972 gromady Ostrówiec. W latach 1975–1998 miejscowość położona była w województwie warszawskim.